# Кингстон (тауншип, Миннесота)
Ки́нгстон (англ. Kingston) — тауншип в округе Микер, Миннесота, США. На 2000 год его население составило 1266 человек.

## География
По данным Бюро переписи населения США площадь тауншипа составляет 138,8 км², из которых 134,2 км² занимает суша, а 4,7 км² — вода (3,36 %).

## Демография
По данным переписи населения 2000 года здесь находились 1266 человек, 409 домохозяйств и 332 семьи.  Плотность населения —  9,4 чел./км².  На территории тауншипа расположено 531 постройка со средней плотностью 4,0 построек на один квадратный километр. Расовый состав населения: 98,58 % белых, 0,32 % афроамериканцев, 0,24 % коренных американцев, 0,16 % азиатов, 0,08 % — других рас США и 0,63 % приходится на две или более других рас. Испанцы или латиноамериканцы любой расы составляли 0,63 % от популяции тауншипа. 33,6 % населения составляли немцы, 18,7 % финны, 11,7 % шведы, 7,8 % норвежцы и 6,3 % Irish по данным переписи населения 2000 года.
Из 409 домохозяйств в 38,6 % воспитывались дети до 18 лет, в 74,1 % проживали супружеские пары, в 3,4 % проживали незамужние женщины и в 18,8 % домохозяйств проживали несемейные люди. 13,4 % домохозяйств состояли из одного человека, при том 7,8 % из — одиноких пожилых людей старше 65 лет. Средний размер домохозяйства — 3,10, а семьи — 3,44 человека.
33,3 % населения — младше 18 лет, 7,3 % — в возрасте от 18 до 24 лет, 27,3 % — от 25 до 44, 20,8 % — от 45 до 64, и 11,5 % — старше 65 лет. Средний возраст — 35 лет. На каждые 100 женщин приходилось 108,9 мужчин.  На каждые 100 женщин старше 18 приходилось 108,1 мужчин.
Средний годовой доход домохозяйства составлял 41 012 долларов, а средний годовой доход семьи —  41 369 долларов. Средний доход мужчин —  30 909  долларов, в то время как у женщин — 22 411. Доход на душу населения составил 15 662 доллара. За чертой бедности находились 4,7 % семей и 7,6 % всего населения тауншипа, из которых 7,8 % младше 18 и 19,0 % старше 65 лет.